# Vitesse Arnhem
Maillots

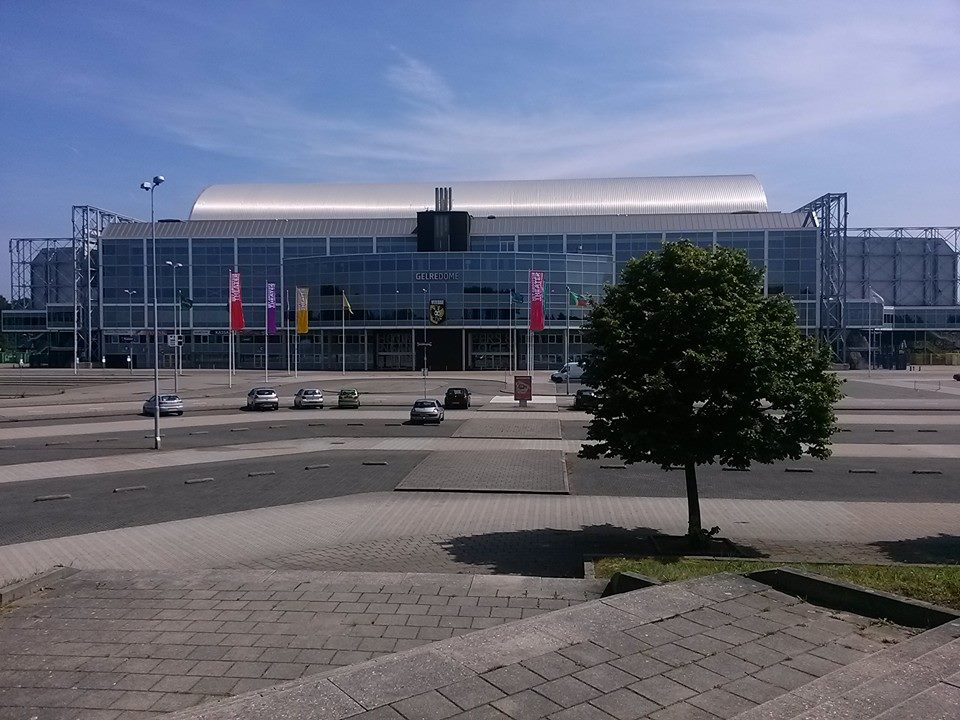
Le Stadion Gelredome

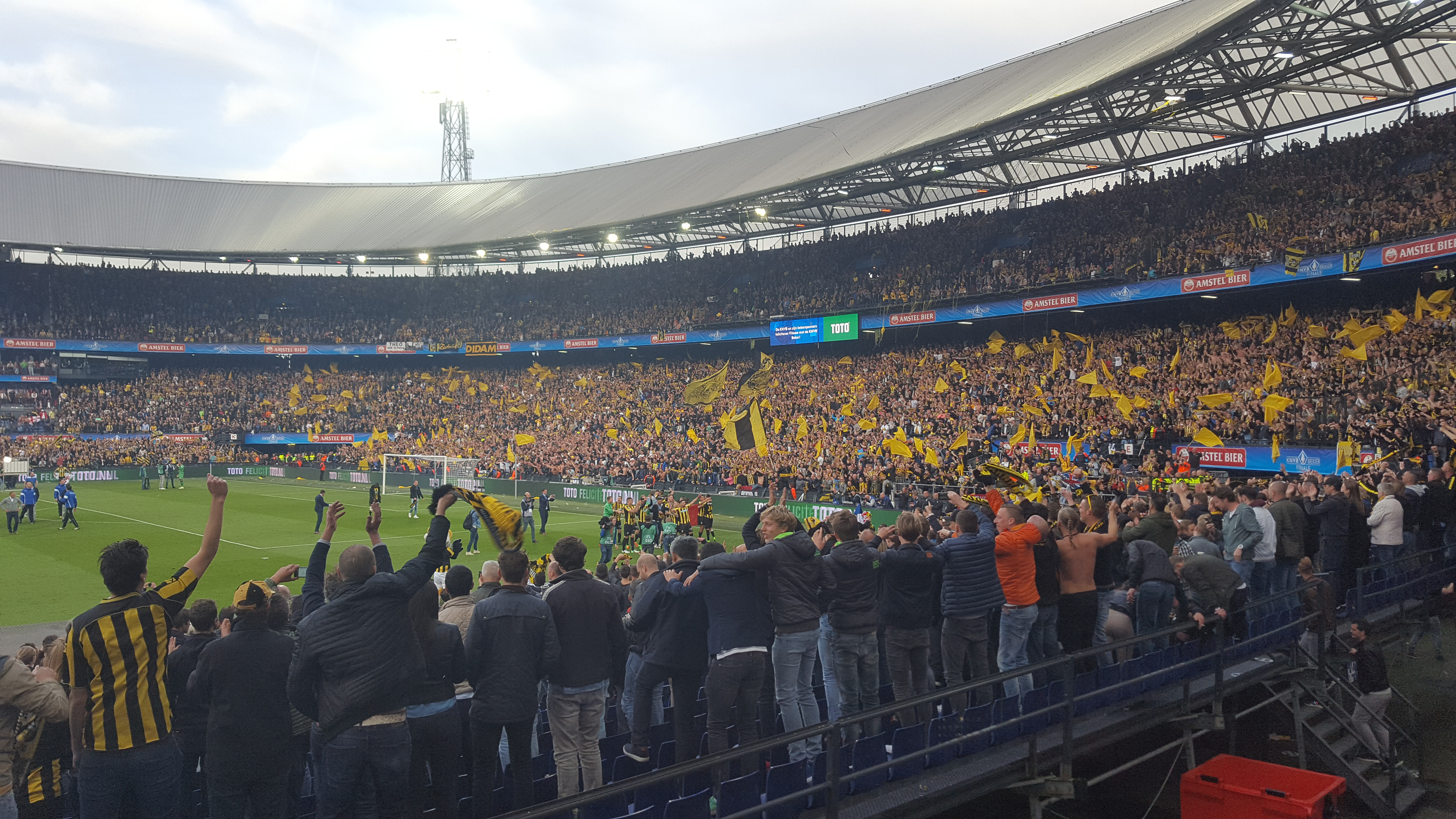
Fans du Vitesse au De Kuip

Le Stichting Betaald Voetbal Vitesse (« Fondation du football professionnel Vitesse » en néerlandais) plus connu sous le nom du Vitesse Arnhem ou Vitesse est un club de football des Pays-Bas, situé à Arnhem et évoluant en Eerste Divisie (D2). Il fut fondé le 14 mai 1892. La première section sportive du club fut celle de cricket.
Vitesse a souvent eu de très bons résultats en Championnat des Pays-Bas, mais n'a jamais été considéré comme un rival direct des trois gros clubs du football néerlandais, à savoir le PSV, l'Ajax et Feyenoord. Cependant, le club a déjà compté dans ses rangs de grands joueurs, comme Roy Makaay, Pierre van Hooijdonk, Mahamadou Diarra, Phillip Cocu, Wilfried Bony, Sander Westerveld, Raimond van der Gouw, Bertrand Traoré ou Nemanja Matić.
Il est connu comme étant un club « satellite » de Chelsea, entretenant un rapport privilégié avec les Anglais sur le marché des transferts. Beaucoup de joueurs de Chelsea y sont prêtés chaque année et les Néerlandais leur ont jadis cédé un de leurs joueurs phares, Marco van Ginkel.

## Historique
Vitesse a été créé le 14 mai 1892 comme un club de cricket. Le 10 septembre 1892, le conseil d'administration du club décide de créer une section football. Il choisit d'appeler le club Vitesse — mot français — pour se démarquer des clubs qui ont choisi des noms en anglais ou faisant référence à des dieux grecs et parce que le français a une connotation distinguée dans la haute société néerlandaise à l'époque. Pendant deux ans, le club ne joue que des matchs amicaux.
En 1970-1971, Vitesse fit pour la première fois son apparition en première division. En 1984, le club était menacé de faillite. Karel Aalbers et quelques autres formèrent un nouveau directoire, composé à la fois de joueurs liés aux structures professionnelle et amateur du club, branches qui furent scindées en 1985. Aalbers restera le président du club professionnel jusqu'en février 2000, aux côtés d'autres membres historique du directoire.
En 1990, le club atteint la finale de la Coupe des Pays-Bas, perdue contre le PSV Eindhoven (1-0). Grâce à une quatrième place en Championnat, le club participera pour la première fois à la Coupe UEFA, en 1990-1991. Depuis cela et jusqu'en 2002, le club n'a jamais cessé de terminer dans les six premières places du Championnat, faisant ainsi neuf apparitions en Coupe UEFA. Durant cette époque, les entraîneurs qui se succèdent pour diriger les Jaunes et Noirs sont Herbert Neumann, Leo Beenhakker, Artur Jorge et Ronald Koeman. En 1998, Vitesse terminera troisième avec 70 points, et Nikos Machlas, fort de ses 34 buts en Championnat, remportera le Soulier d'or européen.
Cependant, en 2003, le club dut faire face à une grave crise interne, après qu'il fut découvert que Aalbers était impliqué dans une fraude fiscale remontant à 2000, ce que le club n'a jamais réussi à surmonter jusqu'alors. Vitesse aurait alors de nouveau pu être mis en faillite, ce qui a été évité par l'intervention de la municipalité d'Arnhem qui a acheté le nouveau stade, le Gelredome, et a monté une structure financière afin de sauver le club.
En 2010, le club a été acheté par l'homme d'affaires géorgien Merab Jordania (en), un ami du propriétaire de Chelsea Roman Abramovitch. 
En avril 2017, le club a remporté son premier grand trophée au cours de ses 125 ans d'existence, battant l'AZ par un score de 2-0 en finale de la Coupe KNVB, avec deux buts de Ricky van Wolfswinkel.
En avril 2024, alors que Vitesse occupe la dernière place du championnat à quatre journées de la fin, une pénalité supplémentaire de 18 points est infligée au club. Le club est donc relégué en deuxième division après 35 ans de présence dans l'élite néerlandaise. En 2025, la Fédération néerlandaise de football refuse d'accorder une licence au club qui fait appel. Le tribunal civil tranche en faveur de la fédération en août. Le Vitesse Arnhem perd ainsi son statut professionnel.

## Bilan sportif

### Palmarès
- Championnat des Pays-Bas
  - Vice-champion : 1898, 1903, 1913, 1914, 1915

- Coupe des Pays-Bas
  - Vainqueur : 2017
  - Finaliste : 1912, 1927, 1990 et 2021

- Eerste Divisie
  - Champion : 1977 et 1989

- Tweede Divisie
  - Champion : 1966

- Eerste Klasse Est
  - Champion : 1897, 1898, 1903, 1913, 1914, 1915 et 1953

- Tweede Klasse Est
  - Champion : 1923, 1941, 1944, 1946 et 1950

- Gelderse Competitie
  - Champion : 1895 et 1896

### Bilan par saison
| 1 |

| 1 |

| 1 |

| 1 |

| 3 |

| 4 |

| 4 |

| 6 |

| 1 |

| 2 |

| 2 |

| 4 |

| 6 |

| 5 |

| 2 |

| 5 |

| 3 |

| 6 |

| 1 |

| 1 |

| 1 |

| 6 |

| 7 |

| 8 |

| 8 |

| 8 |

| 4 |

| 10 |

| 1 |

| 5 |

| 3 |

| 4 |

| 5 |

| 8 |

| 6 |

| 8 |

| 9 |

| 6 |

| 3 |

| 5 |

| 10 |

| 2 |

| 2 |

| 3 |

| 2 |

| 3 |

| 1 |

| 2 |

| 4 |

| 1 |

| 1 |

| 10 |

| 11 |

| 3 |

| 1 |

| 9 |

| 5 |

| 1 |

| 6 |

| Eerste Klasse |

| Tweede Klasse Oost |

| Compétition nd |

| Eerste Klasse |

| Tweede Klasse Oost |

| Compétition nd |

| 1 |

| 1 |

| 1 |

| 1 |

| 3 |

| 4 |

| 4 |

| 6 |

| 1 |

| 2 |

| 2 |

| 4 |

| 6 |

| 5 |

| 2 |

| 5 |

| 3 |

| 6 |

| 1 |

| 1 |

| 1 |

| 6 |

| 7 |

| 8 |

| 8 |

| 8 |

| 4 |

| 10 |

| 1 |

| 5 |

| 3 |

| 4 |

| 5 |

| 8 |

| 6 |

| 8 |

| 9 |

| 6 |

| 3 |

| 5 |

| 10 |

| 2 |

| 2 |

| 3 |

| 2 |

| 3 |

| 1 |

| 2 |

| 4 |

| 1 |

| 1 |

| 10 |

| 11 |

| 3 |

| 1 |

| 9 |

| 5 |

| 1 |

| 6 |

| Eerste Klasse |

| Tweede Klasse Oost |

| Compétition nd |

| Eerste Klasse |

| Tweede Klasse Oost |

| Compétition nd |

| 8 |

| 15 |

| 7 |

| 5 |

| 10 |

| 2 |

| 4 |

| 10 |

| 6 |

| 9 |

| 4 |

| 1 |

| 8 |

| 5 |

| 3 |

| 7 |

| 3 |

| 18 |

| 3 |

| 2 |

| 3 |

| 5 |

| 1 |

| 9 |

| 14 |

| 17 |

| 8 |

| 8 |

| 10 |

| 11 |

| 17 |

| 8 |

| 7 |

| 9 |

| 1 |

| 4 |

| 5 |

| 4 |

| 4 |

| 4 |

| 6 |

| 5 |

| 5 |

| 3 |

| 4 |

| 4 |

| 6 |

| 5 |

| 14 |

| 16 |

| 7 |

| 11 |

| 12 |

| 12 |

| 10 |

| 14 |

| 15 |

| 7 |

| 4 |

| 6 |

| 5 |

| 9 |

| 5 |

| 6 |

| Eredivisie |

| Eerste Divisie |

| Tweede Divisie |

| Hoofdklasse A |

| Eerste Klasse C |

| Eredivisie |

| Eerste Divisie |

| Tweede Divisie |

| Hoofdklasse A |

| Eerste Klasse C |

| 8 |

| 15 |

| 7 |

| 5 |

| 10 |

| 2 |

| 4 |

| 10 |

| 6 |

| 9 |

| 4 |

| 1 |

| 8 |

| 5 |

| 3 |

| 7 |

| 3 |

| 18 |

| 3 |

| 2 |

| 3 |

| 5 |

| 1 |

| 9 |

| 14 |

| 17 |

| 8 |

| 8 |

| 10 |

| 11 |

| 17 |

| 8 |

| 7 |

| 9 |

| 1 |

| 4 |

| 5 |

| 4 |

| 4 |

| 4 |

| 6 |

| 5 |

| 5 |

| 3 |

| 4 |

| 4 |

| 6 |

| 5 |

| 14 |

| 16 |

| 7 |

| 11 |

| 12 |

| 12 |

| 10 |

| 14 |

| 15 |

| 7 |

| 4 |

| 6 |

| 5 |

| 9 |

| 5 |

| 6 |

| Eredivisie |

| Eerste Divisie |

| Tweede Divisie |

| Hoofdklasse A |

| Eerste Klasse C |

| Eredivisie |

| Eerste Divisie |

| Tweede Divisie |

| Hoofdklasse A |

| Eerste Klasse C |

### Bilan européen
Légende
- Victoire ou qualification pour le tour suivant
- Match nul
- Défaite ou élimination de la compétition

Note : dans les résultats ci-dessous, le score du club est toujours donné en premier
| Saison    | Compétition             | Tour                | Club                  | Domicile | Extérieur | Total     |
| --------- | ----------------------- | ------------------- | --------------------- | -------- | --------- | --------- |
| 1990-1991 | Coupe UEFA              | Premier tour        | Derry City            | 0 - 0    | 1 - 0     | 1 - 0     |
| 1990-1991 | Coupe UEFA              | Seizièmes de finale | Dundee United         | 1 - 0    | 4 - 0     | 5 - 0     |
| 1990-1991 | Coupe UEFA              | Huitièmes de finale | Sporting Portugal     | 0 - 2    | 1 - 2     | 1 - 4     |
| 1992-1993 | Coupe UEFA              | Premier tour        | Derry City            | 3 - 0    | 2 - 1     | 5 - 1     |
| 1992-1993 | Coupe UEFA              | Seizièmes de finale | KV Mechelen           | 1 - 0    | 1 - 0     | 2 - 0     |
| 1992-1993 | Coupe UEFA              | Huitièmes de finale | Real Madrid           | 0 - 1    | 0 - 1     | 0 - 2     |
| 1993-1994 | Coupe UEFA              | Premier tour        | Norwich City          | 0 - 0    | 0 - 3     | 0 - 3     |
| 1994-1995 | Coupe UEFA              | Premier tour        | Parme AC              | 1 - 0    | 0 - 2     | 1 - 2     |
| 1997-1998 | Coupe UEFA              | Premier tour        | SC Braga              | 2 - 1    | 0 - 2     | 2 - 3     |
| 1998-1999 | Coupe UEFA              | Premier tour        | AEK Athènes           | 3 - 0    | 3 - 3     | 6 - 3     |
| 1998-1999 | Coupe UEFA              | Seizièmes de finale | Girondins de Bordeaux | 0 - 1    | 0 - 2     | 1 - 3     |
| 1999-2000 | Coupe UEFA              | Premier tour        | SC Beira-Mar          | 0 - 0    | 2 - 1     | 2 - 1     |
| 1999-2000 | Coupe UEFA              | Seizièmes de finale | RC Lens               | 1 - 1    | 1 - 4     | 2 - 5     |
| 2000-2001 | Coupe UEFA              | Premier tour        | Maccabi Haifa         | 3 - 0    | 1 - 2     | 4 - 2     |
| 2000-2001 | Coupe UEFA              | Seizièmes de finale | Inter Milan           | 1 - 1    | 0 - 0     | 1 - 1E    |
| 2002-2003 | Coupe UEFA              | Premier tour        | Rapid Bucarest        | 1 - 1    | 1 - 0     | 2 - 1     |
| 2002-2003 | Coupe UEFA              | Seizièmes de finale | Werder Brême          | 2 - 1    | 3 - 3     | 5 - 4     |
| 2002-2003 | Coupe UEFA              | Huitièmes de finale | Liverpool FC          | 0 - 1    | 0 - 1     | 0 - 2     |
| 2012–2013 | Ligue Europa            | Deuxième tour Q     | Lokomotiv Plovdiv     | 3 - 1    | 4 - 4     | 7 - 5     |
| 2012–2013 | Ligue Europa            | Troisième tour Q    | Anji Makhatchkala     | 0 - 2    | 0 - 2     | 0 - 4     |
| 2013–2014 | Ligue Europa            | Troisième tour Q    | Petrolul Ploiești     | 1 - 2    | 1 - 1     | 2 - 3     |
| 2015–2016 | Ligue Europa            | Troisième tour Q    | Southampton FC        | 0 - 2    | 0 - 6     | 0 - 5     |
| 2017–2018 | Ligue Europa            | Groupe K            | OGC Nice              | 1 - 0    | 0 - 3     | Quatrième |
| 2017–2018 | Ligue Europa            | Groupe K            | Lazio Rome            | 2 - 3    | 1 - 1     | Quatrième |
| 2017–2018 | Ligue Europa            | Groupe K            | Zulte Waregem         | 0 - 2    | 1 - 1     | Quatrième |
| 2018-2019 | Ligue Europa            | Deuxième tour Q     | Viitorul Constanța    | 3 - 1    | 2 - 2     | 5 - 3     |
| 2018-2019 | Ligue Europa            | Troisième tour Q    | FC Bâle               | 0 - 1    | 0 - 1     | 0 - 2     |
| 2021-2022 | Ligue Europa Conférence | Troisième tour Q    | Dundalk FC            | 2 - 2    | 2 - 1     | 4 - 3     |
| 2021-2022 | Ligue Europa Conférence | Barrages Q          | RSC Anderlecht        | 2 - 1    | 3 - 3     | 5 - 4     |
| 2021-2022 | Ligue Europa Conférence | Groupe G            | NŠ Mura               | 3 - 1    | 2 - 0     | Deuxième  |
| 2021-2022 | Ligue Europa Conférence | Groupe G            | Stade rennais FC      | 1 - 2    | 3 - 3     | Deuxième  |
| 2021-2022 | Ligue Europa Conférence | Groupe G            | Tottenham Hotspur     | 1 - 0    | 2 - 3     | Deuxième  |
| 2021-2022 | Ligue Europa Conférence | Barrages            | Rapid Vienne          | 2 - 0    | 1 - 2     | 3 - 2     |
| 2021-2022 | Ligue Europa Conférence | Huitièmes de finale | AS Rome               | 0 - 1    | 1 - 1     | 1 - 2     |

### Records
- Plus gros montant dépensé pour un joueur : Bob Peeters de Roda JC pour 6.4 millions €, 2000
- Plus gros montant encaissé pour un joueur : Nikos Machlas vers Ajax pour 8.6 millions €, 1999
- Plus grande victoire : 0-17 v Victoria (nl), Compétition Competitie NVB, 11 novembre 1894
- Plus grande victoire en Eredivisie (D1) : 1-7 v Fortuna Sittard, 27 septembre 1997
- Plus grande victoire en Eerste Divisie (D2) : 7-0 v FC Wageningen, 30 août 1970
- Plus grande victoire en compétition européenne : 0-4 v Dundee United FC, Coupe UEFA 2e ronde, 7 novembre 1990
- Plus grande victoire à domicile : 14-0 v Victoria (nl), Gelderse Competitie NVB, 20 janvier 1895
- Plus grande victoire à l'extérieur : 0-17 v Victoria (nl), Gelderse Competitie NVB, 11 novembre 1894
- Plus grande victoire à domicile en Eredivisie : 6-0 v FC Volendam, 8 avril 1998
- Plus grande victoire à l'extérieur en Eredivisie : 1-7 v Fortuna Sittard, 27 septembre 1997
- Plus grande défaite : 12-1 v Ajax, Eredivisie, 19 mai 1972
- Meilleur classement : 3e en Eredivisie, 1997/1998
- Plus longue série de matchs sans défaite : 22, du 8 janvier 1967 à 17 septembre 1967 in de Eerste Divisie
- Plus grand nombre de victoires sans concéder un but durant une saison : 18, Eerste Divisie, 1988/1989
- Plus grand nombre de buts marqués par un joueur au Vitesse : 155 - Jan Dommering (nl)
- Plus grand nombre de buts marqués par un joueur en une saison au Vitesse : 34 - Nikos Machlas, Eredivisie, 1997/1998
- Plus grand nombre de buts marqués par un joueur en un match au Vitesse : 9 - Nico Westdijk v De Treffers (nl), 2e classe C Est, 19 octobre 1941
- Plus grand nombre de buts marqués par l'équipe en une saison : 85, Eredivisie, 1997/1998
- Plus grand nombre de buts encaissés par l'équipe en une saison : 74, Eredivisie, 1971/1972
- Plus grand nombre de Hatrick : 12 - Jan Dommering (nl)
- Plus petit nombre de buts marqués en une saison : 22, Eredivisie, 1971/1972
- Plus petit nombre de buts encaissés en une saison : 20, Eerste Divisie, 1988/1989
- But le plus rapide : 18 secondes - Lasse Nilsson v Roda JC, Eredivisie, 28 août 2009
- Plus gros détenteur du titre de meilleur buteur du club : John van den Brom, 5
- Le plus capé des internationaux du Vitesse Arnhem : Just Göbel, 22

## Stades

### Anciens stades
| Stades              | Années      | Capacité        |
| ------------------- | ----------- | --------------- |
| Paasweide           | 1894 à 1896 | -               |
| Klarenbeek          | 1896 à 1915 | 10 000          |
| Monnikenhuize       | 1915 à 1950 | 7 500           |
| Nieuw Monnikenhuize | 1950 à 1998 | 12 000 à 18 000 |
| Gelredome           | depuis 1998 | 21 248          |

### Gelredome

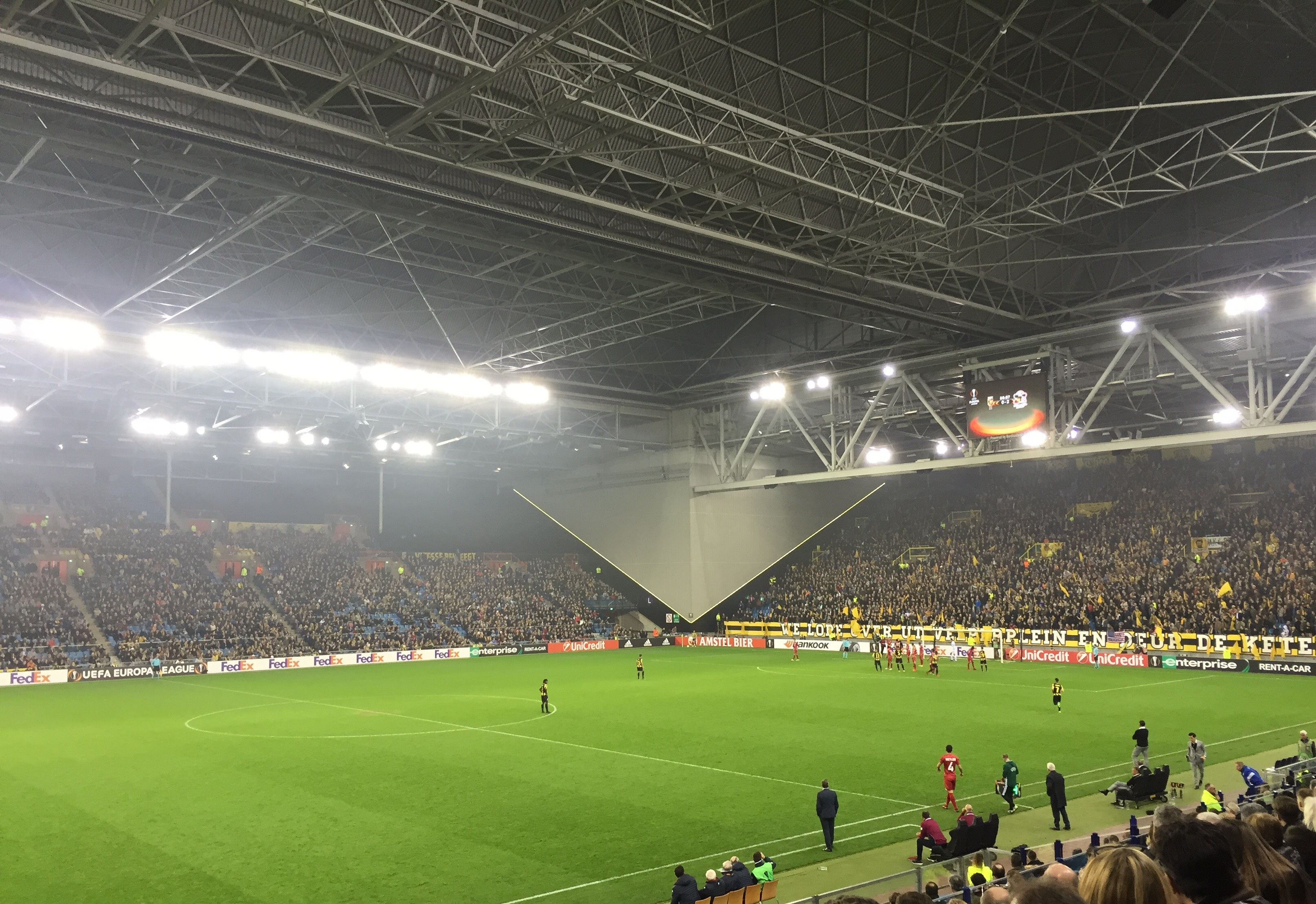
Le Stadion Gelredome

Dans les années 80, peu après sa prise de fonction, la nouvelle direction de Vitesse comprit que l'ancien stade Nieuw-Monnikenhuize ne correspondrait pas aux aspirations grandissantes du club. Sa nouvelle politique était de faire de Vitesse un vrai pôle d'attraction régional, au détriment du rival local, NEC, le club de Nimègue.
Un nouveau stade devait pouvoir répondre aux ambitions grandissantes du club d'Arnhem. Ce fut le Gelredome qui fut inauguré le 25 mars 1998 devant 26 000 spectateurs par une victoire de Vitesse face à NAC Breda en championnat (4-1). Le premier buteur est l'attaquant serbe Dejan Čurović à la 5e minute de jeu. Ce premier succès a été suivi par une série d'invincibilité de 18 matchs à domicile.
Le stade accueillit trois matches lors de l'Euro 2000, organisé en Belgique et aux Pays-Bas. Il possède un toit rétractable et une pelouse synthétique, qui peut être retirée lors de concerts ou d'autres événements qui peuvent avoir lieu au stade. Sa capacité est de 26 600 sièges. La moyenne des spectateurs ces dernières années s'élevait à environ 20 000 places occupées.

### Affluence
Ce graphique montre l'affluence moyenne des spectateurs par saison du Vitesse Arnhem durant les matchs à domicile. Lors du passage de l'ancien stade New Monnikenhuize vers le nouveau Gelredome durant l'hiver 1998, le nombre moyen de spectateurs a augmenté d'environ 300%.
| 2111 |

| 1944 |

| 1611 |

| 3994 |

| 8900 |

| 6973 |

| 6606 |

| 6859 |

| 6944 |

| 6937 |

| 7001 |

| 7287 |

| 13789 |

| 23080 |

| 25097 |

| 26007 |

| 24756 |

| 22959 |

| 18973 |

| 18770 |

| 19489 |

| 20179 |

| 19844 |

| 17876 |

| Eredivisie |

| Eerste Divisie |

| Eredivisie |

| Eerste Divisie |

## Joueurs et personnalités du club

### Entraîneurs
- 1914-1915  Chadwick /  Sutcliffe
- 1919-1920  Mac Pherson
- 1920-1922  Charles Griffith
- 1922-1923  Jan van Dort /  Bram Evers (nl)
- 1923-1924  Jan van Dort

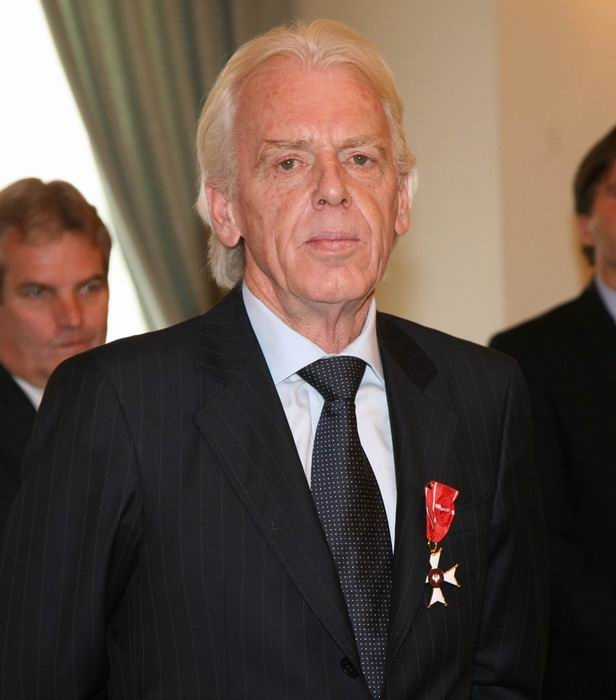
Leo Beenhakker

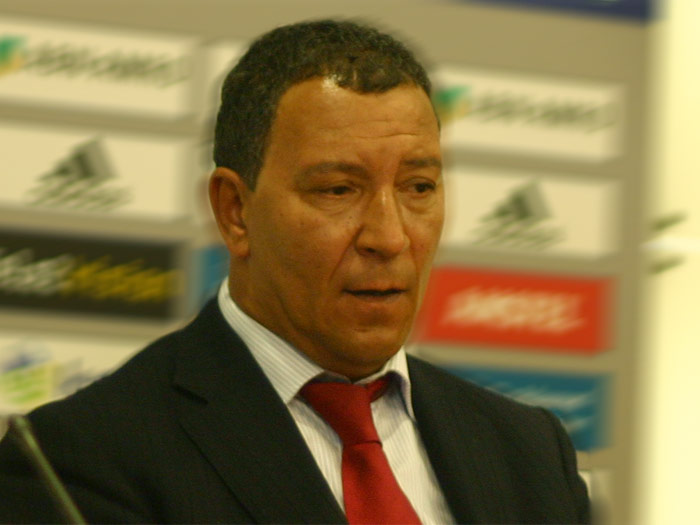
Henk ten Cate

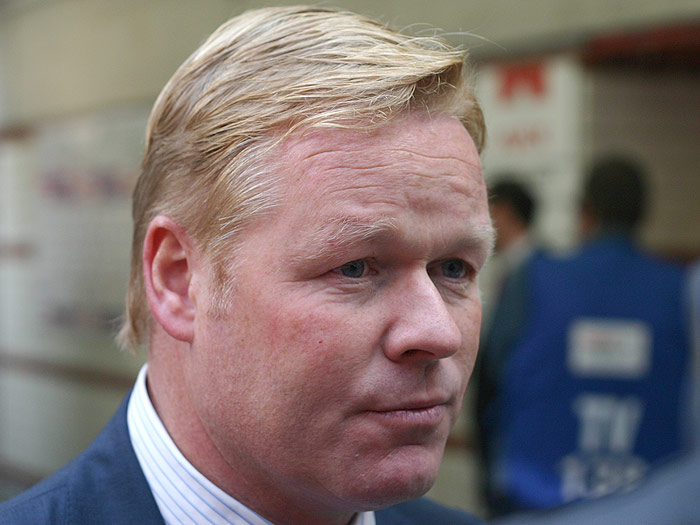
Ronald Koeman

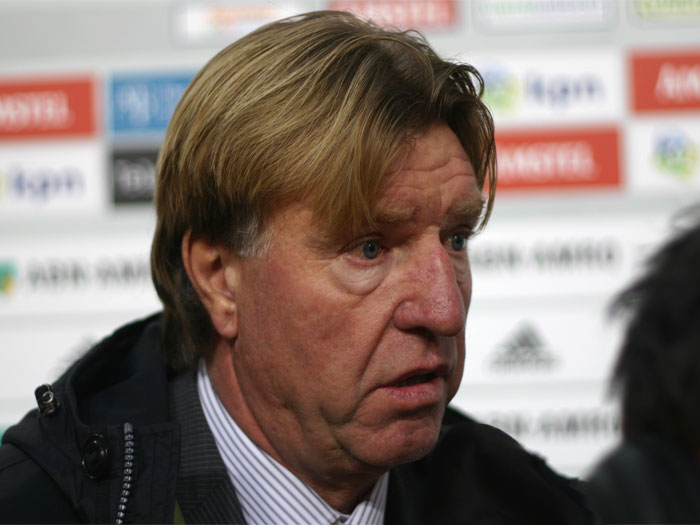
Aad de Mos

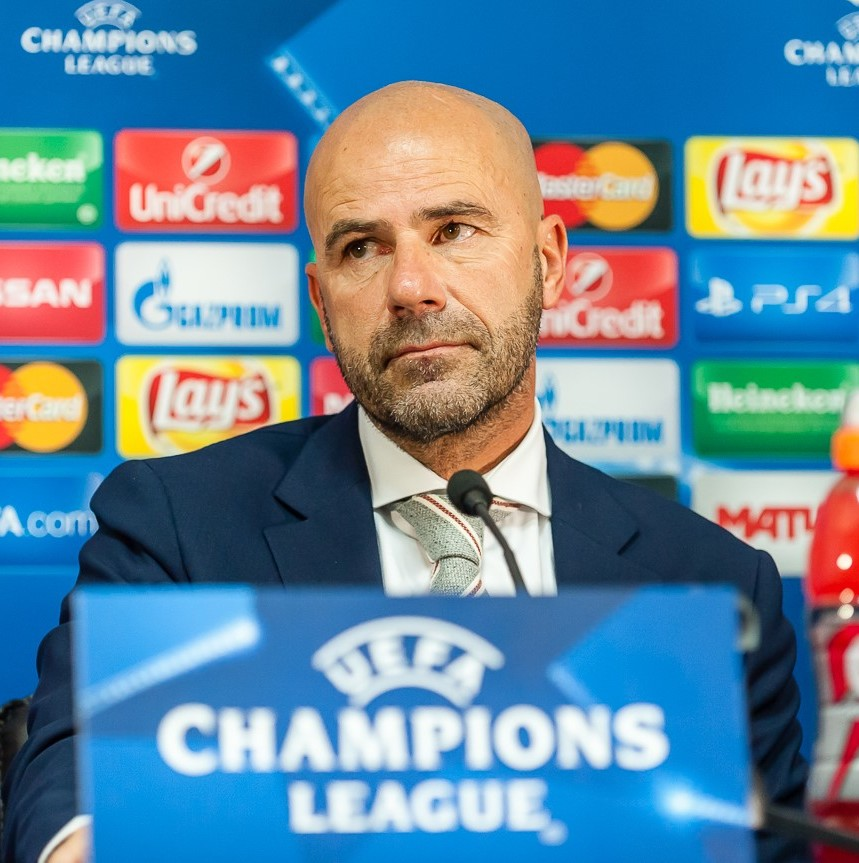
Peter Bosz

- 1924-1927  Robert William Jefferson
- 1927-1936  Heinrich Schwarz
- 1936-1938  Gerrit van Wijhe (nl)
- 1938-1939  Gerrit Horsten (nl)
- 1939-1943  Gerrit Horsten (nl) /  Ben Tap
- 1943-1944  Gerrit Horsten (nl) /  Jacques Piederiet /  Jan Zonnenberg
- 1945-1946  Gerrit Horsten (nl) /  Jacques Piederiet
- 1946-1947  George Roper
- 1947-1948  Arie van der Wel
- 1948-1954  Jan Zonnenberg
- 1954-1957  Joseph Grüber (nl)
- 1957-1960  Louis Pastoors
- 1960-1962  Branco Vidovic
- 1962-1964  Jan Zonnenberg
- 1964-1966  Joseph Grüber (nl)
- 1966-1969  Frans de Munck
- 1969-1972  Cor Brom
- 1972-1974  Frans de Munck
- 1974-1975  Nedeljko Bulatović (nl) (sept. 1975)
- 1975-1976  Jan de Bouter (avr. 1976)
- 1976-1976  Clemens Westerhof
- 1976-1982  Henk Wullems (nl)
- 1982-1984  Leen Looijen (fév. 1984)
- 1984-1984  Henk Hofstee (nl)
- 1984-1985  Clemens Westerhof
- 1985-1986  Janusz Kowalik (nl) /  Henk Bosveld (nl)
- 1986-1987  Hans Dorjee /  Niels Overweg (nl)
- 1987-1987  Hans Dorjee (juil. 1987)
- 1987-1987  Niels Overweg (nl) (sept. 1987)
- 1987-1992  Bert Jacobs
- 1992-1995  Herbert Neumann
- 1995-1995  Ronald Spelbos (nov. 1995)
- 1995-1996  Frans Thijssen
- 1996-1997  Leo Beenhakker (jan. 1997)
- 1997-1998  Henk ten Cate
- 1998-1998  Artur Jorge (oct. 1998)
- 1998-1999  Herbert Neumann (oct. 1999)
- 1999-2000  Edward Sturing /  Jan Jongbloed (jan. 2000)
- 2000-2001  Ronald Koeman (déc. 2001)
- 2001-2002  Edward Sturing
- 2002-2003  Mike Snoei (nl) (mar. 2003)
- 2003-2006  Edward Sturing (nl)
- 2006-2008  Aad de Mos
- 2008-2009  Hans Westerhof (déc. 2008)
- 2008-2010  Theo Bos
- 2010-2011  Albert Ferrer
- 2011-2012  John van den Brom
- 2012-2013  Fred Rutten
- 2013-2015  Peter Bosz
- 2016-2016  Rob Maas
- 2016-2018  Henk Fraser
- 2018-2018  Edward Sturing
- 2018-2019  Leonid Sloutski

### Joueurs célèbres
- Matthew Amoah
- Tijjani Babangida
- Phillip Cocu
- Mahamadou Diarra
- Raimond van der Gouw
- Glenn Helder
- Pierre van Hooijdonk
- Benedict Iroha
- Guram Kashia
- Adnane Tighadouini
- Zakaria Labyad
- Níkos Machlás
- Roy Makaay
- Harald Wapenaar
- Sander Westerveld
- Ștefan Nanu
- Claudemir
- Martin Ødegaard

### Distinctions individuelles
- Meilleur buteur Eerste Divisie : 2x (1974, 1983),  Herman Veenendaal (23 buts),  Remco Boere (27 buts)
- Meilleur buteur Eredivisie : 2x (1998, 2013),  Nikos Machlas (34 buts),  Wilfried Bony (31 buts)
- Soulier d'or européen : 1x (1998),  Nikos Machlas (34 buts)
- Soulier d'or néerlandais : 1x (1990),  Edward Sturing

### Meilleurs buteurs du club par saison
- 1954-1955   Eltjo Veentjer (10)
- 1955-1956  Eltjo Veentjer (10)
- 1956-1957  Jan Schatorjé (nl) (16)
- 1957-1958  Gerrit van der Pol (13)
- 1958-1959  Loek Feijen (nl) (15)
- 1959-1960  Loek Feijen (nl) (17)
- 1960-1961  Loek Feijen (nl) (12)
- 1961-1962  Jan Seelen (nl) (13)
- 1962-1963  Jan Seelen (nl) (18)
- 1963-1964  Jan Seelen (nl) (10)
- 1964-1965  Jan Veenstra (nl) (12)
- 1965-1966  Hans Verhagen (nl) (21)
- 1966-1967  Jan Veenstra (nl) (22)
- 1967-1968  Hans Verhagen (nl) (17)
- 1968-1969  Henk Bosveld (nl) (15)
- 1969-1970  Wim Kleinjan (11)
- 1970-1971  Bart Stovers (10)
- 1971-1972  Ben Gerritsen (nl) (5)
- 1971-1972  Herman Veenendaal (nl) (5)
- 1972-1973  Bram van Kerkhof (20)
- 1973-1974  Herman Veenendaal (nl) (23)
- 1974-1975  Henk Bosveld (nl) (16)
- 1975-1976  Henk Bosveld (nl) (10)
- 1975-1976  Bosco Bursac (nl) (10)
- 1976-1977  Bosco Bursac (nl) (20)
- 1977-1978  Bosco Bursac (nl) (13)
- 1978-1979  Henk Bosveld (nl) (7)
- 1978-1979  Herman Gerdsen (nl) (7)
- 1979-1980  Hans Bleijenberg (11)
- 1980-1981  Ron van Oosterom (14)
- 1981-1982  Jurrie Koolhof (nl) (19)
- 1982-1983  Chris van de Akker (10)
- 1983-1984  Remco Boere (27)
- 1984-1985  Henk Thijssen (8)
- 1985-1986  Roger Schouwenaar (nl) (11)
- 1985-1986  Ricky Talan (nl) (11)
- 1986-1987  John van den Brom (17)
- 1987-1988  Ricky Talan (nl) (16)
- 1988-1989  Jurrie Koolhof (nl) (13)
- 1989-1990  John van den Brom (14)
- 1990-1991  John van den Brom (8)
- 1991-1992  John van den Brom (10)
- 1992-1993  John van den Brom (15)
- 1993-1994  Hans Gillhaus (22)
- 1994-1995  Roy Makaay (11)
- 1995-1996  Roy Makaay (11)
- 1996-1997  Roy Makaay (19)
- 1997-1998  Nikos Machlas (34)
- 1998-1999  Nikos Machlas (18)
- 1999-2000  Pierre van Hooijdonk (25)
- 2000-2001  Matthew Amoah (11)
- 2001-2002  Matthew Amoah (6)
- 2002-2003  Matthew Amoah (15)
- 2003-2004  Emile Mbamba (6)
- 2004-2005  Matthew Amoah (13)
- 2005-2006  Youssouf Hersi (10)
- 2006-2007  Danko Lazović (19)
- 2007-2008  Santi Kolk (12)
- 2008-2009  Ricky van Wolfswinkel (8)
- 2009-2010  Lasse Nilsson (7)
- 2010-2011  Marco van Ginkel (5)
- 2011-2012  Wilfried Bony (12)
- 2012-2013  Wilfried Bony (31)

## Sponsors du club
| Période              | Sponsor maillot           | Équipementier |
| -------------------- | ------------------------- | ------------- |
| 1993-1994            | Spaarenergie              | Umbro         |
| 1994-1995            | Nuon                      | Umbro         |
| 1995-1996            | Nuon                      | Umbro         |
| 1996-1997            | Nuon                      | Umbro         |
| 1997-1998            | Nuon                      | Lotto         |
| 1998-1999            | Nuon                      | Lotto         |
| 1999-2000            | Nuon                      | Uhlsport      |
| 1re partie 2000-2001 | Nuon                      | Uhlsport      |
| 2e partie 2000-2001  | Atag                      | Uhlsport      |
| 2001-2002            | Sponsor maillot vert      | Uhlsport      |
| 1re partie 2002-2003 | Hubo et Big Boss          | Uhlsport      |
| 2e partie 2002-2003  | Bavaria Malt (nl) & SBS 6 | Uhlsport      |
| 2003-2004            | Sunweb (nl)               | Uhlsport      |
| 2004-2005            | Afab (nl)                 | Uhlsport      |
| 2005-2006            | Afab (nl)                 | Quick         |
| 2006-2007            | Afab (nl)                 | Legea         |
| 2007-2008            | Afab (nl)                 | Legea         |
| 2008-2009            | Afab (nl)                 | Legea         |
| 1re partie 2009-2010 | Afab (nl)                 | Klupp         |
| 2e partie 2009-2010  | Zuka.nl                   | Klupp         |